# World of Tanks
World of Tanks (rom. - Lumea tancurilor) este un joc video  MMO (engleză: Massively multiplayer online), dezvoltat de compania belarusă Wargaming.net, înfățișând în timp real mediul vehiculelor de luptă de la mijlocului secolului al XX-lea. Jocul e calificat de dezvoltatori drept un MMO-action, cu elemente de strategie și împușcături. Conceptul «World of Tanks» se bazează pe lupte cu tancuri pe echipe în regim jucător contra jucător.
Jocul e bazat pe principiul free-to-play și inițial autorii au declarat că jocul este complet liber în a fi folosit, însă ulterior ei au introdus în joc câștiguri, remunerări, valută internă - ”gold” și abonamente cu plată reală - ”cont premium” ce oferă mai multe posibilități și facilități în cadrul jocului.
În joc sunt prezente peste 400 de tipuri de tancuri produse și exploatate în URSS, SUA, Germania nazistă, Franța, Marea Britanie, China și Japonia, Cehoslovacia, Suedia, Italia și Polonia. Există și câteva vehicule elvețiene și ungurești, trecute în joc ca vehicule germane. Pe viitor sunt planuri pentru țări noi, probabil chiar și Ungaria și România.

## Gameplay

### Moduri de joc
Jucătorii World of Tanks pot alege din patru tipuri primare de lupte: "Random Battles" (lupte aleatorii), "Team-Training" (antrenament de echipă), "Tank-Company" battles (Campanii de tancuri), si "Clan Battles" (lupte de clanuri), ocazional sunt și niște evenimente speciale, cum ar fi "Steel Hunter" (vânătorul de oțel) și "Frontlines" (bătălii pe front).
Pe lângă acestea sunt campionatele organizate de către ESL (Electronic Sports League) în care se poate juca individual sau în echipe de 3 și 7 jucători cu premii în moneda jocului, diverse obiecte (ex. componente de calculator) sau în bani, precum și campionate organizate de către Wargaming.

### Felurile Tancurilor
Tancurile se clasifică după fel: Antitanc, Tanc ușor, Tanc mediu, Tanc greu și Artilerie. Ele mai pot fi clasificate după "tier" (nivel) în total fiind 10 "niveluri". Jocul începe cu tancuri de "nivelul" 1, iar avansarea se face prin intermediul experienței de bază (obținută prin jucarea luptelor cu tancul respectiv), putând cumpăra tancul succesor (cu un "nivel" mai mare).

### Obiectiv
Într-o luptă se află 30 de jucători repartizați egal în două echipe. Repartizarea se face în funcție de ”nivelul” tancului ales. Obiectivul principal al luptei este de a distruge toate tancurile inamice sau de a captura baza inamică.

## Recepție
World of Tanks a primit recenzii favorabile și în prezent are un scor pozitiv pe Metacritic, 80 din 100.
World of Tanks deține un Record Guiness în categoria „Cei mai mulți jucători online simultan pe un singur server de joc MMO”. Recordul a fost înregistrat în data de 23 ianuarie 2011 când pe serverul RU2 al World of Tanks, la ora 19:31 (ora României), au fost online 91.311 de jucători. Serverul RU2 este parte a clusterului rusesc de servere al jocului. Fizic, el este amplasat în Moscova, Rusia.
Până în decembrie 2013, jocul a adunat 75.000.000 de jucători înregistați în întreaga lume, în creștere cu 15 milioane față de cele 60 de milioane din iunie 2013 și cu 30 milioane față de cele 45 de milioane din 45 decembrie 2012. În două săptămâni de la lansarea serverului sud-coreean, numărul utilizatorilor concurenți din Coreea a atins cifra de 10.000.
Veniturile declarate ale Wargaming în 2012 sunt de 217,9 milioane de euro, cu un profit net de 6,1 milioane de euro.
În 2013, veniturile World of Tanks le-au depășit pe cele ale World of Warcraft, însumând 372 de milioane de dolari și clasându-se pe locul patru în topul veniturilor jocurilor video online.

## Premii
- The first prize for the "Best Online Client Game", Russian Game Developer's Conference 2010.[32]
- "Best New Concept" award on Electronic Entertainment Expo 2010.[33]
- "Best Free MMORPG" according to the MMORPG Center's 2010 Player's Choice Awards.[34]
- "Most Anticipated Free MMORPG" according to the MMORPG Center’s 2010 Player’s Choice Awards.[34]
- "Most Anticipated MMO in 2010" according to the MMOSITE's Reader's Choice Awards 2010
- "Favorite Strategy MMO in 2010" according to the MMOSITE's Reader's Choice Awards 2010 [35]
- Guinness World Record: Most Players Online Simultaneously on One MMO Server[23]
- "Gold Award" from Gamers Daily News[36]
- "Best Game" KRI 2011[37]
- "Audience Award" Russian Game Developer's Conference 2011[37]
- Best «Game that Needed the Award» Award from Gamepro on E3 2011[38]
- «Rising Star Award for E3 2011» from mmorpg.com[39]
- «Best Use of Online» Develop Award 2012[40]
- "Best MMO" in the Golden Joystick Awards 2012.